# الزائرين
الزائرين (بالفرنسية: Les Visiteurs)‏ هو فيلم كوميدي فنتازيا فرنسي من إخراج جون مارى بوار وبطولة كريستين كلافيير، جان رينو وفاليري ليميركير، صدر الفيلم في 27 يناير 1993.

## روابط خارجية
- الزائرين على موقع IMDb (الإنجليزية)
- الزائرين على موقع روتن توميتوز (الإنجليزية)
- الزائرين على موقع نتفليكس (الإنجليزية)
- الزائرين على موقع قاعدة بيانات الأفلام العربية
- الزائرين على موقع ألو سيني (الفرنسية)
- الزائرين على موقع Turner Classic Movies (الإنجليزية)
- الزائرين على موقع أول موفي (الإنجليزية)
- الزائرين على موقع بوكس أوفيس موجو (الإنجليزية)
- الزائرين على موقع فيلمافينيتي (الإسبانية)
- الزائرين على موقع قاعدة بيانات الأفلام السويدية (السويدية)

لم يتم العثور على روابط لمواقع التواصل الاجتماعي.